# Stanislav Boklan
Stanislav Volodymyrovytj Boklan (ukrainska: Станіслав Володимирович Боклан, Stanislav Volodymyrovytj Boklan), född 12 januari 1960 i Brusyliv i Zjytomyr oblast, Ukrainska SSR, Sovjetunionen, (i nuvarande Ukraina) är en ukrainsk skådespelare. Han har bland annat skådespelat i filmerna Povodyr, Slaget om Sevastopol, Folkets tjänare 2 och i tv-serien Folkets tjänare.

## Biografi
Boklan föddes den 12 januari 1960 i Brusyliv, Zjytomyr oblast. Bolkans familj bodde i Brusyliv men flyttade senare till Kiev, där han tillbringade större delen av sin barndom. Efter avslutad skolgång blev Boklan anställd som mätare av elektriska parametrar på en kristallfabrik.
Boklan misslyckades initialt på inträdesproven när han först ansökte till Kievs nationella I. K. Karpenko-Kary universitet för teater, film och television men blev uppmanade att söka igen året efter. 1984 avlade han examen från universitetet.

## Karriär
Efter examen flyttade Boklan till Mariupol och gick med i Donetsks ryska dramateater, som han var en del av mellan 1984 och 1994. I gruppen spelade han både ett antal roller och skrev flera sånger till föreställningarna. 1994 gick han istället med i Kievs akademiska unga teater och stannade i teatergruppen till början av 2020, då han lämnade av okänd anledning.
2014 spelade han Ivan Kotjerha i Oles Sanins film Povodyr som valdes till det ukrainska bidraget för bästa utländska film till Oscarsgalan 2015. Filmen blev i slutändan inte nominerad. Boklan fick däremot pris för bästa skådespelare vid Odessa International Film Festival. 2015 spelade han far till major Ludmila Pavlitjenko i Slaget om Sevastopol. Boklan spelade Ukrainas premiärminister Jurij Ivanovytj Tjujko i Kvartal 95:s tv-serie Folkets tjänare samt i långfilmen Folkets tjänare 2, serien och filmen där Volodymyr Zelenskyj spelade Ukrainas president innan han valdes till det 2019.

## Filmografi
- 2002 – Gadfly – James Barton
- 2014 – Povodyr – Ivan Kotjerha
- 2015-2019 – Folkets tjänare – Jurij Ivanovytj Tjujko
- 2015 – Slaget om Sevastopol – Otets Ludmily
- 2016 – Folkets tjänare 2 – Jurij Ivanovytj Tjujko
- 2019 – Peredchuttya – Petro
- 2021 – Nerealnyi KOPets – Petro Burundiak